# Owl City
Owl City è un progetto musicale indie/synth pop statunitense creato da Adam Young nel 2007. Dopo due uscite indipendenti di album, Owl City ha guadagnato la popolarità nel 2009 grazie all'album di debutto discografico Ocean Eyes, che ha conquistato con il singolo Fireflies quattro dischi di platino. L'album è stato certificato disco platino negli Stati Uniti nel mese di aprile 2010.

## Storia del gruppo
Adam Young ha iniziato a fare musica nello scantinato di casa, nella sua città natale Owatonna, in Minnesota, Stati Uniti. Dopo aver ottenuto un discreto successo attraverso il suo profilo di MySpace, gli viene offerto un contratto discografico dalla Universal Republic.
Le maggiori influenze del cantante sono la Disco music e la Musica elettronica europea.

### Maybe I'm Dreaming(2007-2009)
Dopo l'EP dal titolo Of June del 2007 pubblica successivamente l'album Maybe I'm Dreaming.
Nel mese di giugno ha raggiunto la numero 20 nella classifica della Billboard Electronic Albums, e con Maybe I'm Dreaming raggiunge la numero 16 nella stessa lista. Entrambi gli album sono stati pubblicati quando il giovane non apparteneva ad alcuna casa discografia. All'inizio del 2009 gli Owl City firmano un contratto discografico con la Universal Republic, una filiale della Universal Music Group.

### Ocean Eyes(2009-2010)
Owl City ha guadagnato popolarità nel 2009 grazie al disco Ocean Eyes, che contiene il singolo di successo Fireflies; l'anno seguente collabora alla colonna sonora del celebre film di Tim Burton Alice in Wonderland, con la canzone The Technicolor Phase. Nel gennaio 2010 viene pubblicato il secondo singolo intitolato Vanilla Twilight. A seguito di quel brano viene distribuito come terzo ed ultimo singolo ufficiale Umbrella Beach, uscito nel maggio 2010.
Nel 2010, in anteprima all'uscita dell'album, pubblica due delle sue prime canzoni, I live Alone e Brielle, scritte quando ancora il progetto musicale Owl City non esisteva e lui si firmava con il nome di Sky Sailing. Il 13 luglio 2010 esce l'album An Airplane Carried Me to Bed firmato Sky Sailing.

### All Things Bright and Beautiful(2010-2011)
Il 14 giugno 2011 invece, è stato pubblicato il suo terzo album firmato Owl City intitolato All Things Bright and Beautiful. Il 22 marzo, Alligator Sky viene commercializzato come primo singolo ufficiale dell'album, annunciato su iTunes. Il 19 aprile dello stesso anno, Galaxies è stato pubblicato come secondo singolo estratto dall'album. Il 30 giugno 2011, il terzo singolo accompagnato da un video musicale Deer in the Headlights, è stato pubblicato. Il video mostra il cantante Adam Young intento a guidare per tutta la notte la DeLorean DMC-12 del film Ritorno al futuro (appare anche la musicista canadese Lights in un cameo). Nel 2011 viene inoltre utilizzato un sample di Fireflies nella canzone Retour Au Pays di Dj Jaïro feat. Shaolin & Méthi's.

### The Midsummer Station(2012-2014)
Il 2 gennaio 2012 Young ha pubblicato un post sul suo blog riguardo al suo quarto album in studio, dicendo che avrebbe collaborato con più produttori e autori e che il suo nuovo disco "segna una nuova svolta con questa direzione". Young si aspetta che l'album esca intorno alla fine dell'estate del 2012. In un'intervista a Billboard, Young ha rivelato che il nuovo album è di circa l'80-85% completo, e che Dr. Luke, JR Rotem, il team di produzione norvegese Stargate, Brian Kennedy e Emily Wright sono coinvolti con la produzione dell'album.
Owl City lavora anche per le colonne sonore di film d'animazione: infatti, nel 2010, compone la canzone To The Sky, una colonna sonora usata per il film Il regno di Ga'Hoole - La leggenda dei guardiani; nel 2012 canta, per il film Disney Ralph Spaccatutto, la canzone When Can I See You Again?; nel 2013, compone Shine Your Way, che raffigura il featuring della cantante malese Yuna e viene usata per il film I Croods. Nello stesso anno partecipa alla colonna sonora del film I Puffi 2 con il singolo Live it up.
L'8 aprile 2014 esce sul sito ufficiale del cantante il singolo Beautiful Times, accompagnato dal violino di Lindsey Stirling, seguito il 7 ottobre dello stesso anno da Tokyo, che vede la collaborazione dei Sekai no Owari, e da You're Not Alone, realizzata insieme a Britt Nicole.
Nei primi giorni di dicembre viene pubblicato un altro singolo, intitolato Kiss Me Babe, It's Christmas Time.

### Mobile Orchestra(2015-presente)
Dopo l'EP di inediti Ultraviolet, Young si mette al lavoro su un nuovo album in studio. Nel maggio 2015 viene annunciata l'uscita di  Mobile Orchestra per il 10 luglio seguente. Il singolo di lancio, Verge, vede la partecipazione del cantante statunitense Aloe Blacc.

## Discografia

### Album in studio
- 2008 – Maybe I'm Dreaming
- 2009 – Ocean Eyes
- 2011 – All Things Bright and Beautiful
- 2012 – The Midsummer Station
- 2015 – Mobile Orchestra
- 2018 – Cinematic
- 2023 – Coco Moon

### EP
- 2007 – Of June
- 2012 – Shooting Star
- 2013 – The Midsummer Station - Acoustic
- 2014 – Ultraviolet

### Singoli
- 2009 – Fireflies
- 2010 – Vanilla Twilight
- 2010 – Hello Seattle
- 2010 – Umbrella Beach
- 2010 – To the Sky
- 2010 – Peppermint Winter
- 2011 – Alligator Sky (feat. Shawn Chrystopher)
- 2011 – Galaxies
- 2011 – Deer in the Headlights
- 2011 – Lonely Lullaby
- 2011 – Dreams Don't Turn to Dust
- 2012 – Shooting Star
- 2012 – Good Time (feat. Carly Rae Jepsen)
- 2012 – Metropolis
- 2013 – Light of Christmas (feat. tobyMac)
- 2014 – Beautiful Times (feat. Lindsey Stirling)
- 2014 – Tokyo (feat. Sekai no Owari)
- 2014 – You're Not Alone (feat. Britt Nicole)
- 2014 – Kiss Me Babe, It's Christmas Time
- 2015 – Verge (feat. Aloe Blacc)
- 2015 – My Everything
- 2015 – Unbelievable (feat. Hanson)
- 2016 – Humbug
- 2017 – Not All Heroes Wear Capes
- 2017 – All My Friends
- 2017 – Fiji Water
- 2018 – Lucid Dream